# Среднеазиатская железная дорога
Среднеазиатская железная дорога — историческое наименование совокупности железных дорог в Российской империи, а затем в СССР, пролегавших по территории Туркменской, Узбекской, Казахской, Киргизской и Таджикской ССР.
Среднеазиатская железная дорога (казённая) была образована 1 мая 1899 года путём соединения Закаспийской железной дороги (завершённой в 1888 году) и строящейся Самарканд-Андижанской железной дороги (с ветвями на Ташкент и Маргелан), переименованной 5 ноября 1898 года в Среднеазиатскую железную дорогу и открытой для движения с 1 июня 1899 года. С 1 марта 1901 года открыта железнодорожная линия Мерв — Кушка. Общее протяжение Среднеазиатской железной дороги по состоянию на 1 января 1905 года составляло 2382 вёрст, в том числе: главная линия Красноводск — Ташкент — 1749 вёрст, Черняево — Андижан — 306 вёрст, Мерв — Кушка — 295 вёрст, Каган — Бухара — 11 вёрст, Горчаково — Маргелан — 8 вёрст, линий общего пользования — 12 вёрст. При Среднеазиатской железной дороге действовала, с конца 1890-х годов до 1908 года, Офицерская железнодорожная школа.

## История

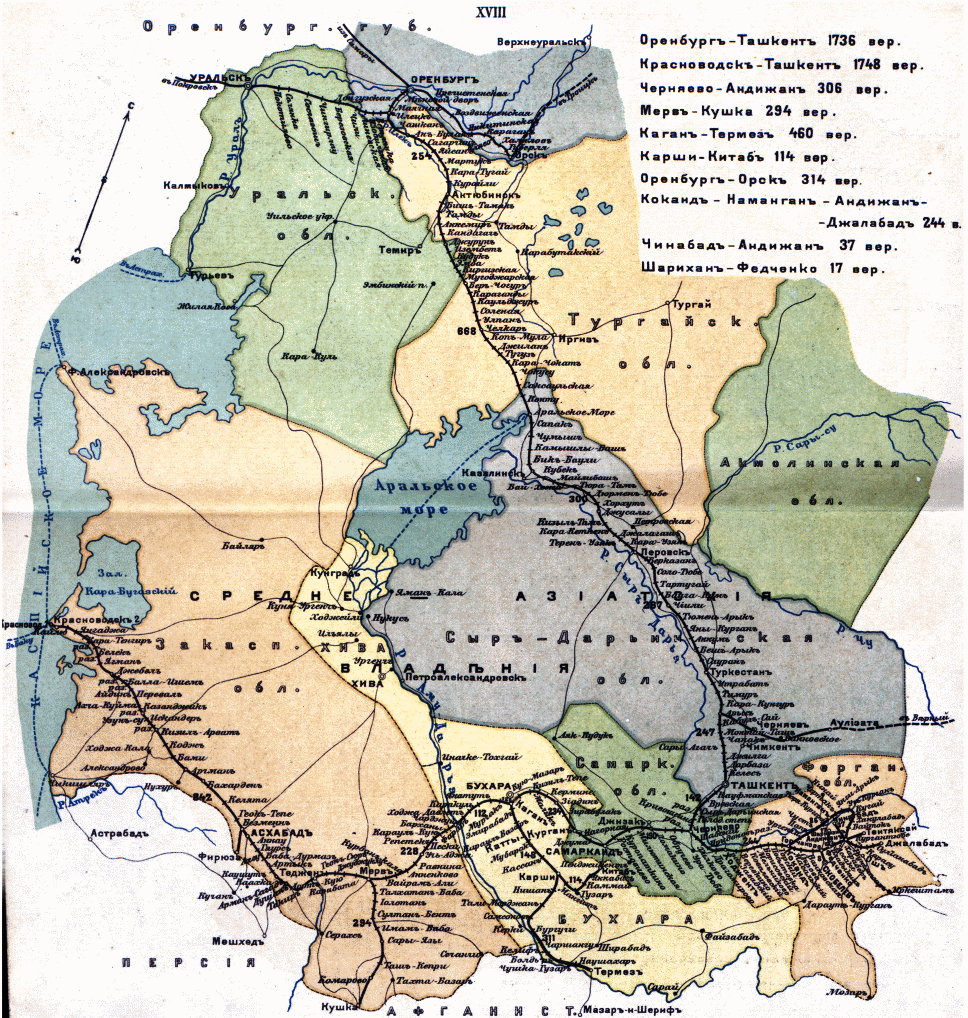
Карта железных дорог в российском Туркестане

История развития железных дорог на территории Средней Азии берёт начало с 1874 года, когда специальная комиссия признала необходимой постройку железнодорожной линии Оренбург — Ташкент. Однако позже, исходя из стратегических интересов, решение было изменено: первая стальная магистраль должна была соединить Ташкент с восточным побережьем Каспийского моря — для обеспечения плотной связи Туркестанского и Кавказского регионов.
Строительство Закаспийской военной железной дороги было начато в ноябре 1880 года. Через пять лет, строители достигли Асхабада, в 1886 году — Чарджоу. В мае 1888 года, когда был возведён деревянный мост через Амударью, открылось движение до Самарканда. В 1899 году от станции Урсатьевская (ныне Хаваст) дорога достигла Ташкента, одновременно оттуда же был проведён и участок в Ферганскую долину. Железнодорожно-морская паромная переправа Красноводск — Баку обеспечила кратчайшую бесперевалочную связь дороги с Азербайджанской ж.д.. С 1 января 1899 года Закаспийская военная железная дорога передана в ведение Министерства путей сообщения.
5 ноября 1898 года был Высочайше утвержден всеподданнейший доклад министра путей сообщения «О присвоении Самарканд-Андижанской железной дороге с ветвями на Ташкент и Ново-Маргилан наименования Среднеазиатская железная дорога». 1 мая 1899 года строящаяся Среднеазиатская железная дорога (бывшая Самарканд-Андижанская) была передана для постоянной эксплуатации Управлению Закаспийской железной дороги с присвоением объединенной дороге названия Среднеазиатская. Государственная комиссия по осмотру и приемке дороги под председательством инженера К. Э. Кетрица разрешила открыть на Самарканд-Андижанском участке правильное движение с 1 июня 1899 года.
При Среднеазиатской железной дороге, с конца 1890-х годов до 1908 года, существовала Офицерская железнодорожная школа Железнодорожных войск. Одновременно действовал офицерский курс при Асхабадском железнодорожном техническом училище.
В конце XIX века вновь встал вопрос о строительстве дороги от Ташкента до Оренбурга, к сооружению которой приступили осенью 1900 года одновременно из обоих концов. В январе 1906 года Оренбург-Ташкентская железная дорога вступила в строй, соединив Европейскую Россию со Средней Азией. Таким образом, после постройки Оренбургско-Ташкентской ж. д. линии Среднеазиатская ж. д. соединилась с густой сетью железных дорог России.
С 1929 по 1934 годы в состав Среднеазиатской железная дороги входила Ташкентская железная дорога. 4 февраля 1927 года станция Гинзбург Среднеазиатской железной дороги была переименована в станцию Каахка. 22 июня 1929 года переименовали станцию Ростовцево Среднеазиатской железной дороги в станцию Красногвардейская. 23 июня 1932 года станция Эмирабад Среднеазиатской железной дороги была переименована в станцию Пролетарабад.
В 1934 году Оренбургская и Ташкентская железная дороги были выделены из состава Среднеазиатской. В состав Оренбургской вошла линия Кинель — Оренбург — Илецк — Кандагач — Джусалы, в состав Ташкентской — линия Джусалы — Арысь — Ташкент.
В 1958 году Ташкентская железная дорога была расформирована. Участок Джусалы — Арысь вошёл в состав Казахской железной дороги (c 1977 года в состав Западно-Казахстанской железной дороги), участок Арысь — Ташкент возвращён состав Среднеазиатской железной дороги.
С 1958 по 1991 годы Среднеазиатская железная дорога объединяла сеть железных дорог Узбекской ССР, Туркменской ССР, Таджикской ССР, частично Киргизской ССР и Казахской ССР. Эксплуатационная длина 6199 км, или 4,4 % протяжённости всей сети железных дорог СССР (1975). Управление располагалось в Ташкенте. Дорога имела 9 отделений: Ташкентское, Хавастское, Ферганское, Бухарское, Душанбинское, Чарджоуское, Марыйское, Ашхабадское и Каракалпакское. Граничила с Западно-Казахстанской железной дорогой по станции Бейнеу и с Алма-Атинской железной дорогой по станции Ченгельды.
В 1927 — 1930 гг. был построен Турксиб, соединивший железные дороги Средней Азии и Транссиб, пересекающий Сибирь.
В советский период был построен ряд новых участков дороги:
- 1941—1945 — Тукимачи — Ангрен (118 км); Амударьинская — Душанбе (441 км).
- 1947 — Салар — Барраж.
- 1955 — Чарджоу — Кунград (627 км).
- 1962 — Навои — Учкудук (290 км), Джизак — Мехнат (133 км).
- 1967—1972 — Кунград — Бейнеу (408 км).
- 1970 — Суперфосфатная — Кашкадарья (157 км).
- 1974 — Термез — Курган-Тюбе (218 км).
- 1975 — Тахиаташ — Нукус (12 км).

После распада СССР в 1991 году, Среднеазиатская железная дорога послужила в качестве основы для формирования Узбекистанской железной дороги, Туркменской железной дороги, Кыргызской железной дороги и Таджикской железной дороги, в дальнейшем развитие этих систем происходило независимо.